# Shiniujiang (köpinghuvudort i Kina, Hunan Sheng, lat 28,43, long 112,16)
Shiniujiang (kinesiska: 石牛江, 石牛江镇) är en köpinghuvudort i Kina. Den ligger i provinsen Hunan, i den södra delen av landet, omkring 84 kilometer väster om provinshuvudstaden Changsha. Antalet invånare är 29 995. Befolkningen består av 14 714 kvinnor och 15 281 män. Barn under 15 år utgör 17,0 %, vuxna 15-64 år 70 %, och äldre över 65 år 12,0 %.
Runt Shiniujiang är det tätbefolkat, med 493 invånare per kvadratkilometer. Närmaste större samhälle är Taohuajiang, 10,5 km norr om Shiniujiang. Trakten runt Shiniujiang består till största delen av jordbruksmark.
Genomsnittlig årsnederbörd är 1 732 millimeter. Den regnigaste månaden är maj, med i genomsnitt 322 mm nederbörd, och den torraste är december, med 52 mm nederbörd.